# Бутырки (Малоярославецкий район)
Бутырки — деревня в Малоярославецком муниципальном районе Калужской области. Входит в сельское поселение «Деревня Рябцево».
Бутырка — изба, жилище, селитьба, отдельная от общего поселения, дом на отшибе, особняком, Название подгородных слобод, в Москве и Рязани.
Бутурлины — дворянский род.

## География
Расположена на берегу реки Стрельня, рядом Нероновка, Машкино, Косилово, Придача, Яблоновка, дорога 29Н-277 ("Окружная дорога города Калуги — Детчино — Малоярославец" — Машкино — Станки — А-101 "Москва — Малоярославец —Рославль" ).

## История
В 1782 году — деревня Бутурлино Малоярославецкого уезда на правом берегу речки Стрелянка.  Владеет Степан Миронович Рахманов, Иван Фёдорович Гринёв.
В состав Рябцевского сельсовета вошли следующие населённые пункты: Рябцево, Песочня , Придача, Косилово, Бутырки, Нероновка, Машкино, Яблоновка, Вараксино, Станки, Митюринка.

## Население
| 2002 | 2010 |
| ---- | ---- |
| 5    | ↗6   |